# Retlaw Enterprises
Retlaw Enterprises est une société privée détenue par les descendants de Walt Disney. Elle a été créée par Walt Disney le 6 avril 1953 afin de contrôler les droits sur son nom ainsi que ceux sur deux attractions de Disneyland qu'il possédait personnellement.
Cette société est un successeur de WED Enterprises, aussi détenue à l'origine en fonds propre par Walt mais qui fut rachetée le 3 février 1965 par Walt Disney Productions.

## Historique
La société a été créée le 6 avril 1953 afin de contrôler les droits sur son nom, Walt Disney, comme une marque commerciale,. Cette société récupérait une redevance sur l'usage du nom « Walt Disney » soit 292 349 USD payés par Walt Disney Productions en 1965. Le contrat était que si le studio utilisait le nom Walt Disney, une redevance de 5 % était due sur les bénéfices de produits dérivés,.
L'autre fonction de la société était d'investir dans les productions du studio pouvant aller jusqu'à 15 % en cas de participation de Retlaw et 10 % dans les autres cas,. Roy O. Disney y a vu une forme de siphonage de leur société commune au profit de Walt et ses deux filles. Les deux frères s'évitent et ne se parlent plus jusqu'au début des années 1960. La même année que la création de Retlaw, Walt Disney a fait valider une option d'achat jusqu'à 25 % des intérêts de n'importe quel long métrage produit par le studio à condition de le faire au début de la production. Il a exercé cette option sur la quasi-totalité des films mais avec un taux de 10 %, ce qui lui permit de récolter un million de dollars en 1965 pour Mary Poppins. Une option similaire avec un taux de 1 % a été accordé à quelques directeurs.
Le 5 février 1965, l'autre société détenue en fonds propres par Walt Disney, WED Enterprises est rachetée par Walt Disney Productions société introduite en bourse depuis 1940.
WED Entreprises avait été créée en décembre 1952 pour superviser la création et la construction du parc Disneyland en Californie. Elle gérait aussi les droits sur le nom Walt Disney ainsi que deux attractions le Disneyland Railroad et le Disneyland Monorail, le reste du parc étant détenu par Disneyland Inc.
Lorsque l'activité des parcs à thèmes devint une composante essentielle des opérations des productions Disney, la société Walt Disney Productions acheta les activités liées aux parcs, qu'elle renomma plus tard Walt Disney Imagineering.
Walt Disney conserva les droits sur son nom ainsi que les deux attractions et regroupa cela sous une nouvelle société refondée le 5 février 1965 et qui conserve le nom Retlaw Enterprises. Le nom de la société provient du premier prénom de Walter Elias Disney, anagramme inverse de Walter. À partir de cette date, la société Retlaw loue les attractions au parc à thème et emploie des administrateurs pour l'attraction. Elle prend aussi en charge le petit appartement privé, situé au-dessus de la caserne des pompiers dans Main Street, USA.
De 1964 à 1982, Bill Cottrell, mari d'Hazel Sewell, la sœur de Sharon Mae Disney et fille adoptive de Walt et Lillian Disney, était le président de ce holding familial.
Le 8 juillet 1981, la famille Disney (sa veuve et ses 2 filles), propriétaire de la société depuis la mort de Walt en 1966, vend les droits sur le nom Walt Disney à Walt Disney Productions pour 46,2 millions de dollars, soit 818 461 actions. Cela permet à la société de production de poursuivre la licence sur les produits dérivés associés au nom. Walt Disney devient alors une marque déposée.
Le 2 octobre 1990, le Los Angeles Times mentionne la société alors installée à North Hollywood et détenant 6 stations de télévisions, 1150 acres de terrain en Californie, une entreprise de location de jets privés et un pourcentage sur les films du studio produits entre 1937 et 1966. Les stations sont toutes affiliées à CBS KJEO à Fresno; KMST à Monterey, Calif.; KEPR à Pasco, Wash.; KIMA à Yakima, Wash.; KIDK à Idaho Falls, Ida. et KLEW à Lewiston, Idaho. Les terrains comprennent 580 acres de terrains agricoles estimés à 8 millions de dollars à l'est de Palmdale dans le désert de Mojave; 220 acres de terrain inoccupé dans le comté de Riverside et 330 acres de plantation d'avocats dans les comtés d'Escondido et de Riverside.
Ensuite la plupart des activités de la société sont vendues à Walt Disney Productions sauf quelques stations de télévision et des intérêts dans l'immobilier.
En 1999, Retlaw vend pour 216.7 millions de dollars les 11 stations de télévision encore en sa possession à Fisher Communications (en) ainsi que tous les intérêts liés à ces stations,.
En 2005, ce qu'il reste de la société Retlaw devient la propriété de l'organisation à but non lucratif Walt Disney Family Foundation, dirigé par Diane Disney Miller, fille de Walt.